# اسدآباد (نهبندان)
اَسَدآباد روستایی در دهستان نه بخش مرکزی شهرستان نهبندان استان خراسان جنوبی ایران است. بر پایه سرشماری عمومی نفوس و مسکن در سال ۱۳۹۰ جمعیت این روستا ۹۰۶ نفر (در ۲۳۲ خانوار) بوده‌است.